# Xã Kniest, Quận Carroll, Iowa
Xã Kniest (tiếng Anh: Kniest Township) là một xã thuộc quận Carroll, tiểu bang Iowa, Hoa Kỳ. Năm 2010, dân số của xã này là 406 người.